# Fäbodtjärn, Västergötland
Fäbodtjärn är en sjö i Alingsås kommun i Västergötland och ingår i Göta älvs huvudavrinningsområde. Sjön är 10,3 meter djup, har en yta på 0,003 kvadratkilometer och är belägen 166 meter över havet.